# ノイジークローク
株式会社ノイジークローク（noisycroak Co.,Ltd.）は、日本のゲームサウンド制作会社。コンピュータエンターテインメント協会正会員。
代表取締役CEOは作曲家の坂本英城。
音楽制作・効果音制作の他に、自社レーベルとして「noisycroak RECORDS」を有し、サウンドトラック等の制作・販売のほか、ゲームサウンドを扱うイベント / コンサートなどの主催や企画・制作を行う。
中国語圏では社名を意訳した「爆音青蛙」の屋号を併記する。
グループ会社として、音楽出版社のココカラ株式会社がある。

## 沿革
- 2004年3月 - 埼玉県さいたま市にてノイジークローク設立。
- 2007年3月 - 本社を東京都三鷹市に移転。
- 2010年12月 - 自社レーベル「noisycroak RECORDS」を設立。
- 2011年10月 - 福岡支社を福岡市南区に設立。
- 2014年4月 - 本社を東京都品川区西五反田に移転。
- 2015年6月 - 福岡支社を福岡市中央区に移転。
- 2020年6月 - 福岡支社を本社に統合。
- 2021年1月 - 本社を東京都品川区二葉に移転。
- 2024年9月 - 本社を東京都品川区西五反田に移転。

## 主な実績
- 2009年6月 - 「ゲームミュージックコンポーザー座談会」を開催。
- 2010年2月 - ニコニコ生放送「おとや」第1回開催。
- 2010年4月 - 「おとや」第2回開催。
- 2010年7月 - 「おとや（貧）」開催。
- 2010年11月 - 「おとや」第3回開催。
- 2011年3月 - ロシア・サンクトペテルブルクにてオーケストラコンサートを開催。
- 2011年5月 - 坂本英城が作曲を担当したPlayStation 3 / PlayStation Move専用ソフト『無限回廊 光と影の箱』のBGM「prime # 4507」が「世界一長いゲーム用書き下ろし楽曲」としてギネス世界記録に認定。
- 2012年3月 - 「ファンタジー・ロック・フェス 2012」にTEKARU出演。
- 2012年8月 - 「Game Summer Festival 2012」のゲームミュージックライブステージ「音撃 〜GAME SOUND IMPACT〜」に自社バンドのTEKARUが出演。
- 2012年11月 - Regular Game Music Live「Deep Crystal」にてTEKARU初のワンマンライブ「歳末ヒロイン！TEKARU踊り喰い」を開催。
- 2014年3月 - ゲーム音楽イベント「沖縄ゲームタクト2014」を企画・制作。
- 2014年8月 - 中国・上海で開催された「ChinaJoy 2014」のパネルディスカッションに、坂本英城が植松伸夫・光田康典と共に登壇。
- 2014年8月 - 「CEDEC AWARDS 2014 サウンド部門」において坂本英城が個人で最優秀賞を受賞。
- 2015年1月 - 中国・北京にてゲーム音楽コンサート「GAME SOUND MANIAX Beijing LV.1」を企画・制作。
- 2015年7月 - 「音霊 OTODAMA SEA STUDIO 2015」にて「ビキニ＆トランクス〜汗だく！ゲーム音楽ダンスナイト！〜」を開催。
- 2015年8月 - 「CEDEC 2015」のパネルディスカッション「独立系サウンドクリエイターたちのアタマの中」に、坂本英城が光田康典・中條謙自・柴田徹也と共に登壇。
- 2015年9月 - 「おとや」第4回開催。
- 2015年9月 - 「東京ゲームショウ2015」のグリー株式会社出展ブースにて、加藤浩義と川越康弘がゲストDJとして出演（のちのLOST BOYS）。
- 2015年12月 - 「おとや」第5回開催。
- 2016年1月 - 「闘会議2016」にTEKARU（feat. Kenji Nakajo）出演。
- 2016年5月 - 「【消滅都市】2周年ありがとう生放送〜シンガー、声優さんも出演スペシャル〜」にLOST BOYS出演。
- 2016年8月 - 吹奏楽によるゲーム音楽コンサート「あそぶらす」を企画・制作。
- 2016年10月 - 「CEDEC+KYUSHU 2016」のセッション「福岡ゲームサウンドクリエイターの現場大公開！ 〜4社それぞれのサウンドデザインとその手法〜」に、坂本英城がモデレーターとして、蛭子一郎が井上岳志・福田憲克・廣瀬祐一と共に登壇。
- 2016年12月 - 「消滅都市 FUTURE CONCERT supported by Amazon Appstore」にLOST BOYS出演。ノイジークローク協賛。
- 2017年2月 - 「闘会議2017」にTEKARU（feat. Kenji Nakajo）とChacaPoco出演。
- 2017年5月 - 「東京ゲームタクト2017」を開催。
- 2017年5月 - 「消滅都市 3rd Anniversary Fes.」にLOST BOYS出演。
- 2017年10月 - 「CEDEC+KYUSHU 2017」のセッション「ゲームサウンド大解剖！シーンを意識したサウンドの組み立て方 〜実例から実演まで〜」に、蛭子一郎が山中大・廣瀬祐一・福田憲克と共に登壇。
- 2018年1月 - 「JAPAN Game Music Festival II:Re」に自社バンドの騒然のカワズが出演。
- 2018年1月 - 「文豪とアルケミスト ピアノ独奏會」を開催。
- 2018年2月 - 「闘会議2018」に騒然のカワズ出演。
- 2018年5月 - 「東京ゲームタクト2018」を開催。
- 2018年5月 - 「PROJECT消滅都市発足発表会」にLOST BOYS出演。
- 2018年7月 - 「★ありがとう★クラフィ3周年目前オフイベ生放送スペシャル!!」に加藤浩義がゲストDJとして出演。
- 2018年8月 - 「ChinaJoy 2018」に企業ブースを出展。
- 2018年11月 - 「消滅都市 LIVE EXPERIENCE vol.1」にLOST BOYS出演。
- 2018年12月 - 「CEDEC+KYUSHU 2018」のセッション「ゲーム音楽が作り出すゲームビジネスの新たな可能性」に坂本英城が登壇。
- 2018年12月 - Nintendo Switch専用ソフト『大乱闘スマッシュブラザーズ SPECIAL』のメインテーマ「命の灯火」 / 「Lifelight」を坂本英城が作曲。
- 2019年1月- 台湾・台北で開催された「Taipei Game Show 2019」のワンダープラネット株式会社出展ブースにて、加藤浩義がゲストDJとして出演。
- 2019年5月 - 「消滅都市シリーズ 5th Anniversary Party」にLOST BOYS出演。
- 2019年6月 - 「東京ゲームタクト2019」を開催。
- 2019年6月 - 「【クラフィTVキャラバン in 東京】拡大版!4周年目前オフイベ生放送スペシャル!!」に加藤浩義がゲストDJとして出演。
- 2019年8月 - 「ChinaJoy 2019」に企業ブースを出展。
- 2019年9月 - 「CEDEC 2019」のセッション「非サウンド系ツールから攻める！サウンド業務効率化の方法」に金井琢真・蛭子一郎が登壇。
- 2020年6月 - 「クラフィTVキャラバンLIVE2020『5周年直前　大・大・大感謝SP』」に加藤浩義がゲストDJとして出演。
- 2020年9月 - 「CEDEC 2020」のセッション「限られた予算で最大の成果を出す！オーケストラレコーディングの手法」に坂本英城・込山拓哉が登壇。
- 2021年11月 - 「CEDEC+KYUSHU 2021 ONLINE」にて白澤亮と藤岡竜輔がセッション講演。
- 2022年1月 - 「XRディビジョン」始動。

## 所属アーティスト（2023年4月現在）
- 坂本英城（作曲家）
- 加藤浩義（作曲家）
- いとうけいすけ（作曲家）
- 浅田靖（作曲家）
- 白澤亮（作曲家）
- 藤岡竜輔（作曲家）
- 村上徳子（作曲家）
- 佐藤聡（作曲家 / サウンドデザイナー）
- 込山拓哉（エンジニア）
- 仲村実鷹（サウンドデザイナー）
- 若宮義雄（サウンドデザイナー）
- 金井琢真（サウンドデザイナー）
- 工藤詠世（サウンドデザイナー / 作曲家）
- 林佳史（サウンドデザイナー）
- 中村裕也（サウンドデザイナー）
- 盧穎安（サウンドデザイナー）
- 川口健太（サウンドデザイナー）
- 三須芳尚（サウンドデザイナー）
- 黒田就平（サウンドデザイナー）

## 主な担当作品

### ビデオゲーム
- ARTILIFE
- AI: ソムニウム ファイル
- AI: ソムニウム ファイル ニルヴァーナ イニシアチブ
- アイ★チュウ Étoile Stage
- AQUANAUT'S HOLIDAY〜隠された記録〜
- 悪魔城ドラキュラ ジャッジメント
- ASTRO BOT
- アスレチックVR PAC-MAN CHALLENGE（パックマンチャレンジ）
- Abyss Memory -飛べない天使と魔法の線-
- あやかし恋廻り
- Alice Closet
- アリスフィクション
- ALTAIR BREAKER
- RPGタイム!〜ライトの伝説〜
- いつでもGOLF
- VALHALLA FRONT 〜Punishment Dayz〜
- ウインドボーイズ！
- VOIDCRISIS
- Airtone
- ELEMENTAL STORY WORLD
- オンエア!
- 怪獣が出る金曜日
- 乖離性ミリオンアーサー
- かくりよの門 シリーズ
  - かくりよの門
  - かくりよの門 -朧-
- ガチトラ! 〜暴れん坊教師 in High School〜
- からかい上手の高木さんVR シリーズ
  - からかい上手の高木さんVR 1学期
  - からかい上手の高木さんVR 2学期
- Caligula2
- Gunslinger Stratos 3 - ガンスリンガーストラトス3 -
- 機動戦士ガンダム 戦場の絆II
- Gift
- きららファンタジア
- グリッチバスターズ：スタックオンユー
- キングダム 一騎闘千の剣
- クラッシュフィーバー
- CLAP HANZ GOLF
- ぐるモン
- クレヨンしんちゃん 「オラと博士の夏休み」〜おわらない七日間の旅〜
- クレヨンしんちゃん 炭の町のシロ
- ゴエティアクロス
- サウザンドメモリーズ
- 三國志14
- 忍道 戒
- SHAMAN KING ふんばりクロニクル
- 雀龍門M
- 銃声とダイヤモンド
- 消滅都市 シリーズ
  - 消滅都市
  - 消滅都市2
  - 消滅都市0.
  - AFTERLOST - 消滅都市
- ジョジョの奇妙な冒険 ラストサバイバー
- 真かまいたちの夜 11人目の訪問者（サスペクト）
- 新信長の野望
- SIMPLEシリーズfor Nintendo Switch Vol.3 THE バスフィッシング
- 真・女神転生III NOCTURNE HD REMASTER
- 涼宮ハルヒの追想
- スタンドマイヒーローズ
- スターオーシャン6 THE DIVINE FORCE
- スヌーピーライフ
- スマッシュパーティ
- センチメンタルフォトグラフィ
- 閃乱忍忍忍者大戦ネプテューヌ -少女達の響艶-
- 装甲娘 ミゼレムクライシス
- Sonic Beat feat. クラッシュフィーバー
- ソラとウミのアイダ
- TIME TRAVELERS（タイムトラベラーズ）
- 大乱闘スマッシュブラザーズシリーズ
  - 大乱闘スマッシュブラザーズ for Wii U
  - 大乱闘スマッシュブラザーズ for Nintendo 3DS
  - 大乱闘スマッシュブラザーズ SPECIAL
- takt op. 運命は真紅き旋律の街を
- 伊達鍵は眠らない - From AI：ソムニウムファイル
- タロット男子 〜22人の見習い占い師〜
- ツクールシリーズ ステオス -雇われ砲撃手の哀愁歌-
- テクテクテクテク
- デジモンリアライズ
- デジモンリンクス DigimonLinkz
- 討鬼伝 シリーズ
  - 討鬼伝
  - 討鬼伝 極
  - 討鬼伝2
- ドールズオーダー
- ドラえもん のび太の牧場物語 大自然の王国とみんなの家
- ドラゴンクエスト モンスターパレード シリーズ
  - ドラゴンクエスト モンスターパレード
  - ドラゴンクエスト どこでもモンスターパレード
- ドラゴンボール ザ ブレイカーズ
- ドラゴンボールZ カカロット
- ドラゴンボールZ ドッカンバトル
- ドラッグ王子とマトリ姫
- TRICK×LOGIC Season1 / Season2
- ドルフィンウェーブ
- なつもん！ 20世紀の夏休み
- NARUTO TO BORUTO シノビストライカー
- ニーア レプリカント ver.1.22474487139...
- 二ノ国II レヴァナントキングダム
- 薄桜鬼 真改 シリーズ
  - 薄桜鬼 真改 風ノ章
  - 薄桜鬼 真改 華ノ章
  - 薄桜鬼 真改 風華伝
  - 薄桜鬼 真改 月影ノ抄
  - 薄桜鬼 真改 銀星ノ抄
  - 薄桜鬼 真改 黎明録
- 八月のシンデレラナイン
- 初音ミク -Project DIVA-
- BEMANIシリーズ
  - GITADORA シリーズ
  - Dance Dance Revolution シリーズ
  - pop'n music シリーズ
  - REFLEC BEAT
  - jubeat
  - BEAT ARENA
- Faaast Penguin / ファーストペンギン
- Fit Boxing feat. 初音ミク -ミクといっしょにエクササイズ-
- 不思議のダンジョン 風来のシレン6 とぐろ島探検録
- ぷちぐるラブライブ!
- ブラッククローバー カルテットナイツ
- ブラックスター -Theater Starless-
- Bloodstained: Ritual of the Night
- BLUE PROTOCOL[1]
- ブレイクマイケース
- BLAZBLUE ALTERNATIVE DARKWAR
- プレカトゥスの天秤
- Frogger and the Rumbling Ruins
- 文豪とアルケミスト
- ポケモン不思議のダンジョンシリーズ
  - ポケモン不思議のダンジョン 時の探検隊・闇の探検隊
  - ポケモン不思議のダンジョン マグナゲートと∞迷宮
  - ポケモン超不思議のダンジョン
  - ポケモン不思議のダンジョン 救助隊DX
- The Market of Light
- 魔法使いの約束
- マリオ＆ルイージRPG　ブラザーシップ！
- ミトラスフィア -MITRASPHERE-
- みんゴル
- 無限回廊 シリーズ
  - 無限回廊
  - 無限回廊 光と影の箱
- METALLIC CHILD
- MONKEY KING ヒーロー・イズ・バック
- ニンテンドー3DS モンスターストライク
- 勇者のくせになまいきだ。シリーズ
  - 勇者のくせになまいきだ。
  - 勇者のくせになまいきだor2
  - 勇者のくせになまいきだ：３Ｄ
  - 勇者のくせにこなまいきだDASH!
  - V!勇者のくせになまいきだR
- 428 〜封鎖された渋谷で〜
- RAIDOU Remastered: 超力兵団奇譚
- ライブ・ア・ライブ
- ラブライブ! スクールアイドルフェスティバル ALL STARS
- ラブライブ！虹ヶ咲学園スクールアイドル同好会 トキメキの未来地図
- ららマジ[2]
- LITTLE FRIENDS -DOGS & CATS-
- 龍が如くシリーズ
  - 龍が如く2
  - 龍が如く3
  - 龍が如く 見参!
  - 龍が如く4 伝説を継ぐもの
  - クロヒョウ 龍が如く新章
- Rescue ME ネット越しのカウンセラー
- ロストオデッセイ
- World of Demons - 百鬼魔道
- ワールド オブ ファイナルファンタジー
- ONE PIECE アンリミテッドワールド レッド

### アニメ
- イケメン戦国◆時をかけるが恋は始まらない
- 神田川JET GIRLS
- 殺戮の天使
- 閃乱カグラ SHINOVI MASTER -東京妖魔篇-
- 文豪とアルケミスト 〜審判ノ歯車〜
- モンスターストライク（第1期）

### 映画
- 映画 妖怪学園Y 猫はHEROになれるか
- 女流棋士の春
- 前田建設ファンタジー営業部

### 舞台その他
- アルティメット人狼
- 人狼TLPT  ラグナロクステージ
- 人狼TLPT ＃26：FLAG
- TOKYO GAME SHOW VR 2021
- 初音ミク GALAXY LIVE 2021
- ヒプノシスマイク-Division Rap Battle- VR BATTLE 《2nd D.R.B》
- 舞台「文豪とアルケミスト 余計者の挽歌（エレジー）」
- 舞台「文豪とアルケミスト 異端者ノ円舞（ワルツ）」
- 舞台「文豪とアルケミスト 綴リ人ノ輪唱（カノン）」
- 朗読劇「ドラゴンギアス Another 〜再生のための物語〜」

## noisycroak RECORDSの主なリリース作品
- AI: THE SOMNIUM FILES Complete Soundtrack -RaiNBOW AFFaiR-（配信）
- AI: THE SOMNIUM FILES -nirvanA Initiative- Complete Soundtrack（配信）
- 『ウインドボーイズ！』Event collection vol.1（配信）
- クラッシュフィーバー シリーズ
  - クラッシュフィーバー ORIGINAL SOUNDTRACK（配信）
  - クラッシュフィーバー ORIGINAL SOUNDTRACK 2（配信）
  - クラッシュフィーバー ORIGINAL SOUNDTRACK 3（配信）
  - クラッシュフィーバー ORIGINAL SOUNDTRACK 4（配信）
  - CRASH FEVER Worldwide Original Soundtrack（配信）
  - クラッシュフィーバー ORIGINAL SOUNDTRACK 5（配信）
  - IDOL FEVER -Songs from Crash Fever-（配信）
  - クラッシュフィーバー ORIGINAL SOUNDTRACK ６（配信）
  - クラッシュフィーバー ORIGINAL SOUNDTRACK 7（配信）
- サウザンドメモリーズ シリーズ
  - サウザンドメモリーズ オリジナルサウンドトラック vol.1（CD / 配信）
  - サウザンドメモリーズ オリジナルサウンドトラック vol.2（配信）
  - サウザンドメモリーズ オリジナルサウンドトラック vol.3（配信）
  - サウザンドメモリーズ オリジナルサウンドトラック vol.4（配信）
  - サウザンドメモリーズ オリジナルサウンドトラック vol.5（配信）
  - サウザンドメモリーズ オリジナルサウンドトラック vol.6（配信）
  - サウザンドメモリーズ オリジナルサウンドトラック vol.7（配信）
  - サウザンドメモリーズ オリジナルサウンドトラック vol.8（配信）
  - サウザンドメモリーズ オリジナルキャラクターソング ver.千メモリターナー学園 〜機巧シスターズ〜（配信）
  - サウザンドメモリーズ オリジナルキャラクターソング ver.千メモリターナー学園 〜T-Crowns〜（配信）
  - サウザンドメモリーズ オリジナルキャラクターソング ver.千メモリターナー学園 〜Phantom Pulse〜（配信）
  - サウザンドメモリーズ オリジナルサウンドトラック vol.9（配信）
  - サウザンドメモリーズ オリジナルサウンドトラック vol.10（配信）
- 消滅都市 シリーズ
  - 消滅都市 オリジナルサウンドトラック vol.1（配信）
  - 消滅都市 オリジナルサウンドトラック vol.2（配信）
  - 消滅都市 ORIGINAL SOUNDTRACK（CD / 配信）
  - 消滅都市 オリジナルサウンドトラック vol.3（配信）
  - 消滅都市 - Remix works -（CD / 配信）
  - 消滅都市 ORIGINAL SOUNDTRACK 2（CD / 配信）
  - 消滅都市 WORLD IDEA TRACKS（配信）
  - 消滅都市 WORLD IDEA TRACKS2（配信）
  - AFTERLOST - 消滅都市 ORIGINAL SOUNDTRACK（配信）
  - 消滅都市 LAST ALBUM（配信）
- TIME TRAVELERS オリジナルサウンドトラック（CD / 配信）
- 都市伝説解体センター オリジナルサウンドトラック（配信）
- V!勇者のくせになまいきだR 新世界カンタービレ（CD / 配信）
- 文豪とアルケミスト シリーズ
  - 文豪とアルケミスト 劇伴音樂集（CD / 配信）
  - 文豪とアルケミスト ピアノ独奏音樂集（CD / 配信）
  - 文豪とアルケミスト オーケストラ演奏會（CD / 配信）
- ミトラスフィア シリーズ
  - Mitrasphere -ミトラスフィア- オリジナルサウンドトラック Vol.1（配信）
  - Mitrasphere -ミトラスフィア- オリジナルサウンドトラック Vol.2（配信）
  - Mitrasphere -ミトラスフィア- オリジナルサウンドトラック Vol.3（配信）
  - Mitrasphere -ミトラスフィア- 2nd ANNIVERSARY SPECIAL SONG（配信）
  - Mitrasphere -ミトラスフィア- オリジナルサウンドトラック Vol.4（配信）
  - Mitrasphere -ミトラスフィア- オリジナルサウンドトラック Vol.5（配信）
- 無限回廊 光と影の箱 a Soundtrack（CD / 配信）

## 主催もしくは企画・制作した主なイベント

### おとや
ノイジークロークが主催及び株式会社ドワンゴとの企画・制作によるトーク&ライブ番組。
ニコニコ生放送にて公開され、国内の著名なゲーム音楽コンポーザーを中心に多くのゲストが出演。2010年2月の第1回放送以降、これまで計6回の放送を数える。
主な出演者は以下の通り。
| 相原隆行         | 石原夏織         | いとうけいすけ | 岩垂徳行   | 蛭子一郎   |
| エミ・エヴァンス | 大木友和         | 大橋晴行       | 岡田信弥   | 岡宮道生   |
| 小倉唯           | 加藤浩義         | 川越康弘       | 菊田裕樹   | 古代祐三   |
| 小林陽明         | 坂本英城         | 崎元仁         | SAK.       | 佐々木宏人 |
| 佐宗綾子         | 佐野電磁         | 椎名寛         | 霜月はるか | 下村陽子   |
| 鈴木達也         | 鈴田健           | 谷岡久美       | 田村正勝   | 土屋昇平   |
| TECHNOuchi       | 中條謙自         | 能登有沙       | 弘田佳孝   | Hiro       |
| 細江慎治         | 魔王軍宮廷音楽部 | 牧野忠義       | 松原まり   | 光田康典   |
| なるけみちこ     | 光吉猛修         | 山本正美       |            |            |

### ゲームタクト
ノイジークロークの主催・企画・制作による国内最大級のゲーム音楽フェスティバルとして誕生。
著名なゲーム音楽作曲家や演奏家、ゲームクリエイターらが多数出演し、これまで「沖縄ゲームタクト2014」「東京ゲームタクト2017」「東京ゲームタクト2018」「東京ゲームタクト2019」が開催された。オーケストラやバンドによるライブ演奏をはじめ、トークショウや講座、公開ラジオ収録等の幅広い演目が楽しめるのが特徴である。
主な出演者は以下の通り。
| 青柳萌                             | 浅田靖                           | 麻野一哉                 | 阿保剛                                              | 一之瀬剛                               |
| いとうけいすけ                     | 伊藤賢治                         | 岩垂徳行                 | 植松伸夫                                            | [H.]                                   |
| エミ・エヴァンス                   | 大久保博                         | 太田光宏                 | 岡田一輝                                            | おぎの稔                               |
| 奥山敬人                           | 小倉久佳音画制作所               | 小沢純子                 | オザワ部長                                          | おにたま                               |
| 加藤恒太                           | 加藤浩義                         | 上倉紀行                 | 川越康弘                                            | 川田宏行                               |
| 河野暁子                           | 金城由希子                       | 工藤詠世                 | 国本剛章                                            | 桑原理一郎                             |
| 慶野由利子                         | 小塩広和                         | 古代祐三                 | コテアニ                                            | 後藤正樹                               |
| 斉藤健二                           | 酒井絵美                         | サカモト教授             | 坂本英城                                            | 崎元仁                                 |
| SAK.                               | 佐々木恵梨                       | 佐宗綾子                 | 佐藤聡                                              | 佐野電磁                               |
| サラ・オレイン                     | さんしろう吹奏楽部               | 重馬敬                   | 清水歩                                              | 霜月はるか                             |
| 下村陽子                           | 庄司英徳                         | 白澤亮                   | 神野洋平                                            | 杉森雅和                               |
| 鈴木慶一                           | ZUNTATA                          | 高田雅史                 | 高橋梨沙                                            | 巧舟                                   |
| 立石孝                             | 谷岡久美                         | 土屋俊輔                 | 土屋昇平                                            | TEKARU                                 |
| 中潟憲雄                           | 中條謙自                         | 中原直生                 | 中村華子                                            | 中山博之                               |
| 成田勤                             | なるけみちこ                     | 能登有沙                 | 信澤宣明                                            | 橋本慎一                               |
| 林沙希                             | HIDE×HIDE（石垣秀基・尾上秀樹）  | Hiro                     | ファミ箏                                            | 福島隼人                               |
| 福山光晴                           | 藤岡竜輔                         | 藤野由佳                 | ブリッツ フィルハーモニック ウインズ                | 細江慎治                               |
| 増子津可燦                         | 増田順一                         | 松原まり                 | 松宮茉希                                            | 松元宏康                               |
| マリアム・アボンナサー             | 溝口謙吾                         | 光田康典                 | 光吉猛修                                            | MiMi                                   |
| 森本未来                           | 矢吹彩                           | 横町藍                   | 琉球フィルハーモニック チェンバーオーケストラ"イオ" | 渡邊一毅                               |
| 渡辺峨山                           | ゲームタクトウィンドオーケストラ | ゲームタクトオーケストラ | ゲームタクトクワイア                                | ゲームタクトシンフォニックオーケストラ |
| ゲームタクトチェンバーオーケストラ |                                  |                          |                                                     |                                        |

### GAME SOUND MANIAX Beijing LV.1
2015年1月17日 北京展覧館劇場にて開催。ノイジークロークが企画・制作を担当。
主な出演者は以下の通り。
- 川越康弘
- 坂本英城
- SAK.
- 佐野電磁
- 清水啓雄
- 谷岡久美
- 中條謙自
- 光田康典
- 山根ミチル

### ビキニ＆トランクス〜汗だく！ゲーム音楽ダンスナイト！
「音霊 OTODAMA SEA STUDIO 2015」内のイベントとして2015年7月27日 鎌倉市由比ヶ浜海岸にて開催。ノイジークロークが主催・企画・制作。
主な出演者は以下の通り。
- 大久保博
- 佐野電磁
- 中條謙自
- 光吉猛修
- TEKARU
- LOST BOYS
- 田中真奈美
- 髙山ゆうこ
- もものはるな
- あすぱら
- のら
- ぱんめん
- れいちぇる

### 坂本英城 Presents あそぶらす 第1話
2016年8月26日 川崎市多摩市民館大ホールにて開催。
ブリッツフィルハーモニックウインズが主催、ノイジークロークが企画・制作。
なお、公演は「ブリッツフィルハーモニックウインズ 第27回定期演奏会」を兼ねたものである。主な出演者は以下の通り。
- 坂本英城
- いとうけいすけ
- 伊藤賢治
- 岩垂徳行
- 川越康弘
- なるけみちこ
- 松元宏康（指揮 / ブリッツ フィルハーモニックウインズ 音楽監督）

### 文豪とアルケミスト ピアノ独奏會
2018年1月27日 東京・トッパンホールにて開催。ノイジークロークが主催。
坂本英城が音楽を担当した『文豪とアルケミスト』の楽曲が谷岡久美・宮本貴奈・ベンヤミン・ヌスの3名により編曲・演奏された。坂本英城はトーク・ゲストとして登壇。
- 谷岡久美
- ベンヤミン・ヌス
- 宮本貴奈
- 谷口晃平
- イシイジロウ
- 坂本英城
- 郡正夫

## 自社バンド
ここではノイジークロークが結成したバンドやユニットについて列挙する。

### TEKARU
ノイジークロークが担当したゲーム作品の音楽を演奏するためにノイジークローク所属の作曲家たちが集まってできたゲームミュージックバンド（2012年3月結成）。小豆色や緑色のジャージのコスチュームを着て演奏をするのが特徴。

#### バンドメンバー
- 坂本英城（IRU）：バンドリーダー、ボーカル、オルガン、キーボードを担当
- 加藤浩義（MUSERU）：シンセサイザーを担当
- いとうけいすけ（KAVURU） ：ベースを担当
- 浅田靖（HIKERU）：ギターを担当
- 川越康弘（SUBERU）：ドラムを担当

### ChacaPoco
TEKARUに参加していないノイジークローク所属の作曲家で結成されたゲームミュージックバンド（2016年4月結成）
上下ともに白色のコスチュームで演奏するのが特徴。

#### バンドメンバー
- 白澤亮：ギターを担当
- 藤岡竜輔：バグパイプ、ティンホイッスルを担当
- 村上徳子：鍵盤ハーモニカを担当
- 津田ケイタ：パーカッションを担当

### LOST BOYS
アプリゲーム『消滅都市』の楽曲を披露するために結成されたDJユニット（2016年5月結成）

#### バンドメンバー
- 加藤浩義
- 川越康弘

### 騒然のカワズ
ノイジークローク所属の作曲家8名で構成された社内バンド（2018年1月結成）

#### バンドメンバー
- 坂本英城：オルガン、キーボードを担当
- 加藤浩義：シンセサイザーを担当
- いとうけいすけ：ベースを担当
- 浅田靖：ギターを担当
- 村上徳子：キーボード、鍵盤ハーモニカなどを担当
- 白澤亮：ギター、ブズーキ、ホイッスルなどを担当
- 藤岡竜輔：ギター、フルート、バグパイプなどを担当
- 工藤詠世：ドラムを担当